# جيان لاندري باسيليكين
جيان لاندري باسيليكين (بالفرنسية: Jean-Landry Bassilekin)‏ (23 يناير 1992 في الكاميرون - ) هو لاعب كرة قدم فرنسي في مركز الهجوم. لعب مع نادي نانسي.

## روابط خارجية
- جيان لاندري باسيليكين على موقع قاعدة بيانات كرة القدم.إي يو (الإنجليزية)
- جيان لاندري باسيليكين على موقع ليكيب (الفرنسية)
- جيان لاندري باسيليكين على موقع Soccerway.com (الإنجليزية)
- جيان لاندري باسيليكين على موقع AS.com (الإسبانية)